# Metriochroa syringae
Metriochroa syringae là một loài bướm đêm thuộc họ Gracillariidae. Nó được tìm thấy ở Nhật Bản (Hokkaidō).
Sải cánh dài 5.6-6.5 mm.
Ấu trùng ăn Syringa reticulata. Chúng ăn lá nơi chúng làm tổ. 